# Chúc Sơn
Chúc Sơn là thị trấn huyện lỵ của huyện Chương Mỹ, thành phố Hà Nội, Việt Nam.

## Địa lý
Thị trấn Chúc Sơn nằm ở phía đông huyện Chương Mỹ, cách trung tâm Hà Nội 20 km và có vị trí địa lý:
- Phía đông giáp quận Hà Đông
- Phía tây giáp xã Tiên Phương và xã Ngọc Hòa
- Phía nam giáp xã Đại Yên và xã Thụy Hương
- Phía bắc giáp xã Phụng Châu và quận Hà Đông.

Thị trấn có diện tích 5,52 km², dân số năm 2022 là 14.528 người, mật độ dân số đạt 2.631 người/km².
Trên địa bàn thị trấn có Quốc lộ 6 đi qua.

## Lịch sử
Địa bàn thị trấn Chúc Sơn hiện nay vào năm 1426 đã diễn ra hai trận đánh lớn trong cuộc khởi nghĩa Lam Sơn là trận Ninh Kiều (ngày 13 tháng 9) và trận Tốt Động – Chúc Động (ngày 5 đến ngày 7 tháng 11).
Đầu thời Nguyễn, Chúc Sơn là tên một tổng và một xã thuộc huyện Chương Đức, phủ Ứng Thiên (sau đổi thành Ứng Hòa), trấn Sơn Nam Thượng. Năm 1831, tỉnh Hà Nội được thành lập, huyện Chương Đức thuộc phủ Ứng Hòa, tỉnh Hà Nội.
Theo Đồng Khánh địa dư chí, tổng Chúc Sơn có 9 xã, thôn: Chúc Sơn, Ninh Sơn, Chúc Lý, Đại Phẩm, Đồng Lệ, Đại An Trường, An Khê, An Duyệt, thôn Giáp Ngọ.
Đến đầu thế kỷ XX, theo sách Địa danh và tài liệu lưu trữ về làng xã Bắc Kỳ, tổng Chúc Sơn thuộc huyện Chương Mỹ, gồm 11 xã, thôn: An Khê; hai thôn Chúc Lý và Ngọc Giả thuộc xã Chúc Lý; Chúc Sơn, Đại An Trường, Đại Phẩm, Đồng Lệ, Giáp Ngọ; hai thôn Ninh Sơn và Vĩnh Yên thuộc xã Ninh Sơn, Trường An.
Sau Cách mạng Tháng Tám năm 1945, các xã cũ sáp nhập với nhau để hình thành các xã mới, phần lớn địa bàn thị trấn Chúc Sơn hiện nay khi đó là xã Ngọc Sơn thuộc huyện Chương Mỹ.
Ngày 26 tháng 12 năm 1990, Ban Tổ chức Chính phủ ban hành Quyết định số 581-TCCP. Theo đó, thành lập thị trấn Chúc Sơn, thị trấn huyện lỵ huyện Chương Mỹ trên cơ sở tách 79.505 ha diện tích tự nhiên và 3.489 người của xã Ngọc Sơn, 38.630 ha diện tích tự nhiên và 1.294 người của xã Ngọc Hòa.
Sau khi thành lập, thị trấn Chúc Sơn có 118.135 ha diện tích tự nhiên và 4.783 người.
Ngày 2 tháng 3 năm 2005, Chính phủ ban hành Nghị định số 23/2005/NĐ-CP. Theo đó, sáp nhập toàn bộ 339,09 ha diện tích tự nhiên và 5.036 người của xã Ngọc Sơn; điều chỉnh 131 ha diện tích tự nhiên và 1.517 người của xã Phụng Châu, 2,97 ha diện tích tự nhiên và 140 người của xã Tiên Phương vào thị trấn Chúc Sơn.
Sau khi điều chỉnh địa giới hành chính, thị trấn Chúc Sơn có 551,86 ha diện tích tự nhiên và 9.254 người.